# مجلة الآداب
مجلة الآداب مجلة أدبية شهرية، أسسها في بيروت عام 1953 سهيل إدريس بالاشتراك مع بهيج عثمان، ومنير البعلبكي. ثم تفرَّد بالمجلة سنة 1956، وأسس دار الآداب التي صارت تصدر عنها.

## بدايات
صدر العدد الأول من مجلة الآداب في 1 كانون الثاني (يناير) عام  1953، تحت شعار: مجلة شهرية تُعنى بشؤون الفكر. ورأس تحرير المجلة مؤسسها د. سهيل إدريس نحو 39 عامًا من 1953 إلى 1992. وخلَفَه على رئاسة تحريرها ابنه سماح إدريس من 1992 إلى وفاته عام 2021.

### العدد الأول
ضم العدد الأول من المجلة، عدة أبواب ومقالات لشعراء وأدباء عرب آنذاك؛ فمن الأبواب: في خدمة القراء، والنتاج الجديد، ومع الأدباء والمفكرين، وكتاب الشهر، والآداب تستفتي، والنشاط الثقافي في البلاد العربية، والنشاط الثقافي في الغرب. من أسماء العدد الأول: ميخائيل نعيمة، أحمد زكي، توفيق يوسف عواد، خليل تقي الدين، أنور المعداوي، نزار قباني، نازك الملائكة، عبد الله العلايلي، حسين مروة، أحمد سليمان الأحمد، رئيف خوري، منير البعلبكي، سعيد تقي الدين... وغيرهم. ووضع على الغلاف صورة الشاعر المصري علي محمود طه.

## من الورقية إلى الإلكترونية
صدرتْ مجلة الآداب بصيغة ورقيّة حتى نهاية العام 2012، وعادت بصيغة إلكترونيّة في نهاية صيف العام 2015. وتتضمّن موادّ في الفكر السياسيّ، والشعر، والرواية، والقصة، والسينما، والمسرح، والثقافة العامّة. وتمّ نسخ المجلّدات الورقيّة وتجهيزها في نسخ إلكترونيّة في مكتبة يافث في الجامعة الأميركيّة في بيروت.
وكانت مجلة الآداب أعلنت في العام 2012، توقفها عن الصدور «مؤقتا» إلى حين توافر «صيغة جديدة قادرة على الاستمرار سنوات طويلة»، مؤكدة أن قرار الإقفال ليس على خلفية مالية، بحسب ما جاء في مقال افتتاحي لناشرها في عددها الأخير.